# 1. Fußball-Club Nürnberg Verein für Leibesübungen 2005-2006
Questa voce raccoglie le informazioni riguardanti il 1. Fußball-Club Nürnberg Verein für Leibesübungen nelle competizioni ufficiali della stagione 2005-2006.

## Stagione
Nella stagione 2005-2006 il Norimberga, allenato da Wolfgang Wolf, Jürgen Raab e Hans Meyer, concluse il campionato di Bundesliga all'8º posto. In Coppa di Germania il Norimberga fu eliminato agli ottavi di finale dall'Eintracht Francoforte.

## Rosa
| N. |                       | Ruolo | Calciatore       |
| -- | --------------------- | ----- | ---------------- |
| 1  | Germania (bandiera)   | P     | Raphael Schäfer  |
| 2  | Germania (bandiera)   | D     | Benjamin Lense   |
| 4  | Brasile (bandiera)    | D     | Gláuber          |
| 5  | Germania (bandiera)   | D     | Andreas Wolf     |
| 6  | Germania (bandiera)   | C     | Sven Müller      |
| 7  | Rep. Ceca (bandiera)  | D     | Marek Nikl       |
| 8  | Rep. Ceca (bandiera)  | C     | Jan Polák        |
| 9  | Germania (bandiera)   | A     | Markus Daun      |
| 10 | Croazia (bandiera)    | C     | Ivica Banović    |
| 11 | Slovacchia (bandiera) | C     | Marek Mintál     |
| 13 | Svizzera (bandiera)   | C     | Mario Cantaluppi |
| 14 | Tunisia (bandiera)    | C     | Adel Chedli      |
| 15 | Turchia (bandiera)    | C     | Sezer Öztürk     |
| 17 | Germania (bandiera)   | C     | Lars Müller      |
| 18 | Germania (bandiera)   | P     | Daniel Klewer    |

| N. |                       | Ruolo | Calciatore          |
| -- | --------------------- | ----- | ------------------- |
| 19 | Danimarca (bandiera)  | C     | Jan Kristiansen     |
| 21 | Germania (bandiera)   | A     | Markus Schroth      |
| 23 | Russia (bandiera)     | A     | Ivan Saenko         |
| 25 | Argentina (bandiera)  | D     | Javier Pinola       |
| 27 | Germania (bandiera)   | A     | Stefan Kießling     |
| 28 | Germania (bandiera)   | D     | Dominik Reinhardt   |
| 30 | Germania (bandiera)   | P     | Philipp Tschauner   |
| 31 | Germania (bandiera)   | D     | Thomas Paulus       |
| 33 | Slovacchia (bandiera) | A     | Róbert Vittek       |
| 35 | Cambogia (bandiera)   | A     | Chhunly Pagenburg   |
| 36 | Tunisia (bandiera)    | C     | Jawhar Mnari        |
| 37 | Germania (bandiera)   | C     | Sebastian Szikal    |
| 38 | Germania (bandiera)   | D     | Michael Kammermeyer |
| 40 | Germania (bandiera)   | C     | Martin Klarer       |

## Organigramma societario
Area tecnica
- Allenatore: Hans Meyer
- Allenatore in seconda: Dieter Lieberwirth, Jürgen Raab
- Preparatore dei portieri: Adam Matysek
- Preparatori atletici: Andreas Schlumberger

## Calciomercato

### Sessione estiva
| Acquisti | Acquisti          | Acquisti              | Acquisti |
| R.       | Nome              | da                    | Modalità |
| -------- | ----------------- | --------------------- | -------- |
| D        | Javier Pinola     | Racing Club           |          |
| C        | Adel Chedli       | Istres                |          |
| D        | Benjamin Lense    | Arminia Bielefeld     |          |
| C        | Jawhar Mnari      | Espérance             |          |
| A        | Chhunly Pagenburg | Norimberga (juniores) |          |
| C        | Jan Polák         | Slovan Liberec        |          |
| A        | Ivan Saenko       | Karlsruhe             |          |

| Cessioni | Cessioni                 | Cessioni                 | Cessioni |
| R.       | Nome                     | da                       | Modalità |
| -------- | ------------------------ | ------------------------ | -------- |
| D        | Frank Wiblishauser       | San Gallo                |          |
| D        | Tomasz Hajto             | Southampton              |          |
| A        | Lawrence Aidoo           | Energie Cottbus          |          |
| C        | Marcel Ketelaer          | Rot Weiss Ahlen          |          |
| C        | Andre Kunkel             | Eintracht Francoforte II |          |
| C        | Pekka Lagerblom          | Werder Brema             |          |
| P        | Dirk Langerbein          | Rot-Weiss Essen          |          |
| D        | Leandro Antônio da Silva | Prudentópolis EC         |          |
| C        | Tommy Svindal Larsen     | Odd                      |          |
| C        | Sebastian Szikal         | Norimberga (juniores)    |          |
| C        | Mehdi Taouil             | Montpellier              |          |

### Sessione invernale
| Acquisti | Acquisti        | Acquisti  | Acquisti |
| R.       | Nome            | da        | Modalità |
| -------- | --------------- | --------- | -------- |
| C        | Jan Kristiansen | Esbjerg   |          |
| D        | Gláuber         | Palmeiras |          |
| C        | Sezer Öztürk    | Beerschot |          |

| Cessioni | Cessioni        | Cessioni      | Cessioni |
| R.       | Nome            | da            | Modalità |
| -------- | --------------- | ------------- | -------- |
| D        | Bartosz Bosacki | Lech Poznań   |          |
| C        | Maik Wagefeld   | Dinamo Dresda |          |

## Risultati

### Bundesliga

#### Girone di andata
| Arbitro: | Merk |

|                                    |           |  |
| Mpenza 3’ Barbarez 45’ (rig.), 59’ | Marcatori |  |

| Arbitro: | Gagelmann |

|            |           |            |
| Mintál 89’ | Marcatori | 7’ Brdarić |

| Arbitro: | Gräfe |

|           |           |  |
| Jones 68’ | Marcatori |  |

| Arbitro: | Weiner |

|            |           |                          |
| Pinola 19’ | Marcatori | 21’ Guerrero 60’ Ballack |

| Arbitro: | Kircher |

|               |           |             |
| Klimowicz 15’ | Marcatori | 87’ Schroth |

| Arbitro: | Wagner |

|              |           |            |
| Kießling 21’ | Marcatori | 65’ Larsen |

| Arbitro: | Gagelmann |

|           |           |  |
| Kurth 28’ | Marcatori |  |

| Arbitro: | Kinhöfer |

|                   |           |            |
| Kießling 32’, 67’ | Marcatori | 76’ Helmes |

| Arbitro: | Meyer |

|                                                  |           |                          |
| Klose 2’, 34’, 39’ Klasnić 66’, 83’ Borowski 79’ | Marcatori | 16’ Kießling 57’ Schroth |

| Arbitro: | Wagner |

|                          |           |                            |
| Reinhardt 1’ Banović 80’ | Marcatori | 35’ Fink 88’ León 90’ Zuma |

| Arbitro: | Gräfe |

|                                               |           |              |
| Paulus 9’ (aut.) Auer 11’ Silva 45’ Thurk 52’ | Marcatori | 14’ Kießling |

| Arbitro: | Meyer |

|  |           |             |
|  | Marcatori | 10’ Tiffert |

| Arbitro: | Weiner |

|           |           |                                   |
| Blank 18’ | Marcatori | 16’ Banović 78’ Müller 81’ Saenko |

| Arbitro: | Merk |

|              |           |                       |
| Kießling 88’ | Marcatori | 13’ Odonkor 43’ Şahin |

| Arbitro: | Fandel |

|  |           |          |
|  | Marcatori | 62’ Nikl |

| Arbitro: | Kinhöfer |

|             |           |               |
| Schroth 29’ | Marcatori | 45’ Schneider |

| Arbitro: | Rafati |

|             |           |            |
| Madlung 85’ | Marcatori | 54’ Saenko |

#### Girone di ritorno
| Arbitro: | Gräfe |

|                         |           |                 |
| Saenko 67’ Kießling 73’ | Marcatori | 64’ (aut.) Wolf |

| Arbitro: | Drees |

|             |           |            |
| Štajner 74’ | Marcatori | 56’ Vittek |

| Arbitro: | Merk |

|  |           |                |
|  | Marcatori | 42’ Amanatidīs |

| Arbitro: | Kircher |

|                        |           |            |
| Makaay 27’ Ballack 54’ | Marcatori | 35’ Vittek |

| Arbitro: | Fandel |

|            |           |  |
| Saenko 15’ | Marcatori |  |

| Arbitro: | Gräfe |

|                         |           |  |
| Kurányi 58’ Lincoln 64’ | Marcatori |  |

| Arbitro: | Weiner |

|                     |           |  |
| Vittek 8’, 14’, 86’ | Marcatori |  |

| Arbitro: | Gagelmann |

|                                     |           |                                              |
| Živković 27’ Matip 61’ Podolski 63’ | Marcatori | 5’ (rig.), 14’, 21’ (rig.) Vittek 57’ Saenko |

| Arbitro: | Gräfe |

|                             |           |           |
| Vittek 21’, 69’ Schroth 36’ | Marcatori | 57’ Klose |

| Bielefeld 26 marzo 2006, ore 17:30 CET 27ª giornata | Arminia Bielefeld | 0 – 0 referto | Norimberga | SchücoArena (19 717 spett.)\| Arbitro: \| Kircher \| |
| Arbitro:                                            | Kircher           |               |            |                                                      |

| Arbitro: | Kinhöfer |

|                                   |           |  |
| Saenko 3’ Kießling 68’ Vittek 79’ | Marcatori |  |

| Arbitro: | Wagner |

|              |           |  |
| Tomasson 80’ | Marcatori |  |

| Arbitro: | Meyer |

|                            |           |                   |
| Vittek 13’, 87’ Paulus 62’ | Marcatori | 20’, 48’ Altıntop |

| Arbitro: | Gagelmann |

|                 |           |          |
| Kringe 18’, 76’ | Marcatori | 29’ Nikl |

| Arbitro: | Weiner |

|                                                   |           |                       |
| Vittek 14’, 65’ Polák 59’ Saenko 86’ Kießling 88’ | Marcatori | 34’ António 37’ Sonck |

| Arbitro: | Fandel |

|                          |           |                        |
| Berbatov 49’, 90’ (rig.) | Marcatori | 36’ Mnari 90’ Kießling |

| Arbitro: | Wagner |

|                       |           |            |
| Vittek 30’ Saenko 86’ | Marcatori | 41’ Dárdai |

### Coppa di Germania
| Arbitro: | Kircher |

|  |           |                                             |
|  | Marcatori | 11’ Mintál 25’ Banović 28’ Mnari 34’ Pinola |

| Arbitro: | Rafati |

|                                  |           |  |
| Daun 42’, 68’ Banović 84’ (rig.) | Marcatori |  |

| Arbitro: | Fandel |

|                            |                      |                       |
| Copado 35’ (rig.)          | Marcatori            | 42’ Kießling          |
| Köhler Copado Preuß Huggel | Tiri di rigore 4 – 1 | Pinola Saenko Banović |

## Statistiche

### Statistiche di squadra
| Competizione      | Punti | In casa | In casa | In casa | In casa | In casa | In casa | In trasferta | In trasferta | In trasferta | In trasferta | In trasferta | In trasferta | Totale | Totale | Totale | Totale | Totale | Totale | DR |
| Competizione      | Punti | G       | V       | N       | P       | Gf      | Gs      | G            | V            | N            | P            | Gf           | Gs           | G      | V      | N      | P      | Gf     | Gs     | DR |
| ----------------- | ----- | ------- | ------- | ------- | ------- | ------- | ------- | ------------ | ------------ | ------------ | ------------ | ------------ | ------------ | ------ | ------ | ------ | ------ | ------ | ------ | -- |
| Bundesliga        | 44    | 17      | 9       | 3       | 5       | 31      | 20      | 17           | 3            | 5            | 9            | 18           | 31           | 34     | 12     | 8      | 14     | 49     | 51     | -2 |
| Coppa di Germania | -     | 1       | 1       | 0       | 0       | 3       | 0       | 2            | 1            | 1            | 0            | 5            | 1            | 3      | 2      | 1      | 0      | 8      | 1      | +7 |
| Totale            | 44    | 18      | 10      | 3       | 5       | 34      | 20      | 19           | 4            | 6            | 9            | 23           | 32           | 37     | 14     | 9      | 14     | 57     | 52     | +5 |

### Andamento in campionato
| Giornata  | 1  | 2  | 3  | 4  | 5  | 6  | 7  | 8  | 9  | 10 | 11 | 12 | 13 | 14 | 15 | 16 | 17 | 18 | 19 | 20 | 21 | 22 | 23 | 24 | 25 | 26 | 27 | 28 | 29 | 30 | 31 | 32 | 33 | 34 |
| --------- | -- | -- | -- | -- | -- | -- | -- | -- | -- | -- | -- | -- | -- | -- | -- | -- | -- | -- | -- | -- | -- | -- | -- | -- | -- | -- | -- | -- | -- | -- | -- | -- | -- | -- |
| Luogo     | T  | C  | T  | C  | T  | C  | T  | C  | T  | C  | T  | C  | T  | C  | T  | C  | T  | C  | T  | C  | T  | C  | T  | C  | T  | C  | T  | C  | T  | C  | T  | C  | T  | C  |
| Risultato | P  | N  | P  | P  | N  | N  | P  | V  | P  | P  | P  | P  | V  | P  | V  | N  | N  | V  | N  | P  | P  | V  | P  | V  | V  | V  | N  | V  | P  | V  | P  | V  | N  | V  |
| Posizione | 17 | 14 | 17 | 17 | 17 | 16 | 18 | 15 | 18 | 18 | 18 | 18 | 16 | 17 | 16 | 15 | 15 | 15 | 15 | 15 | 15 | 14 | 15 | 14 | 12 | 11 | 11 | 11 | 12 | 9  | 10 | 9  | 9  | 8  |

Legenda:

Luogo: C = Casa; T = Trasferta. Risultato: V = Vittoria; N = Pareggio; P = Sconfitta.

### Statistiche dei giocatori
| Giocatore      | Bundesliga | Bundesliga | Bundesliga  | Bundesliga | Coppa di Germania | Coppa di Germania | Coppa di Germania | Coppa di Germania | Totale   | Totale | Totale      | Totale     |
| Giocatore      | Presenze   | Reti       | Ammonizioni | Espulsioni | Presenze          | Reti              | Ammonizioni       | Espulsioni        | Presenze | Reti   | Ammonizioni | Espulsioni |
| -------------- | ---------- | ---------- | ----------- | ---------- | ----------------- | ----------------- | ----------------- | ----------------- | -------- | ------ | ----------- | ---------- |
| I. Banović     | 23         | 2          | 2           | 1          | 3                 | 2                 | 0                 | 0                 | 26       | 4      | 2           | 1          |
| B. Bosacki     | 4          | 0          | 0           | 1          | 1                 | 0                 | 0                 | 0                 | 5        | 0      | 0           | 1          |
| M. Cantaluppi  | 32         | 0          | 8           | 0          | 3                 | 0                 | 1                 | 0                 | 35       | 0      | 9           | 0          |
| A. Chedli      | 5          | 0          | 1           | 0          | 1                 | 0                 | 0                 | 0                 | 6        | 0      | 1           | 0          |
| M. Daun        | 13         | 0          | 0           | 0          | 1                 | 2                 | 0                 | 0                 | 14       | 2      | 0           | 0          |
| G. Gláuber     | 12         | 0          | 3           | 1          | 0                 | 0                 | 0                 | 0                 | 12       | 0      | 3           | 1          |
| M. Kammermeyer | 0          | 0          | 0           | 0          | 0                 | 0                 | 0                 | 0                 | 0        | 0      | 0           | 0          |
| S. Kießling    | 31         | 10         | 6           | 0          | 2                 | 1                 | 0                 | 0                 | 33       | 11     | 6           | 0          |
| M. Klarer      | 0          | 0          | 0           | 0          | 0                 | 0                 | 0                 | 0                 | 0        | 0      | 0           | 0          |
| D. Klewer      | 0          | 0          | 0           | 0          | 2                 | 0                 | 0                 | 0                 | 2        | 0      | 0           | 0          |
| J. Kristiansen | 8          | 0          | 0           | 0          | 0                 | 0                 | 0                 | 0                 | 8        | 0      | 0           | 0          |
| B. Lense       | 11         | 0          | 2           | 0          | 1                 | 0                 | 0                 | 0                 | 12       | 0      | 2           | 0          |
| M. Mintál      | 4          | 1          | 0           | 0          | 1                 | 1                 | 0                 | 0                 | 5        | 2      | 0           | 0          |
| J. Mnari       | 23         | 1          | 4           | 0          | 3                 | 1                 | 0                 | 0                 | 26       | 2      | 4           | 0          |
| L. Müller      | 16         | 1          | 3           | 0          | 1                 | 0                 | 0                 | 0                 | 17       | 1      | 3           | 0          |
| S. Müller      | 17         | 0          | 1           | 0          | 3                 | 0                 | 0                 | 0                 | 20       | 0      | 1           | 0          |
| M. Nikl        | 27         | 2          | 4           | 1          | 2                 | 0                 | 0                 | 0                 | 29       | 2      | 4           | 1          |
| C. Pagenburg   | 1          | 0          | 0           | 0          | 0                 | 0                 | 0                 | 0                 | 1        | 0      | 0           | 0          |
| T. Paulus      | 18         | 1          | 2           | 0          | 1                 | 0                 | 0                 | 0                 | 19       | 1      | 2           | 0          |
| J. Pinola      | 25         | 1          | 12          | 0          | 2                 | 1                 | 0                 | 0                 | 27       | 2      | 12          | 0          |
| J. Polák       | 32         | 1          | 4           | 1          | 1                 | 0                 | 1                 | 0                 | 33       | 1      | 5           | 1          |
| D. Reinhardt   | 24         | 1          | 3           | 0          | 1                 | 0                 | 0                 | 0                 | 25       | 1      | 3           | 0          |
| I. Saenko      | 25         | 8          | 5           | 0          | 2                 | 0                 | 0                 | 0                 | 27       | 8      | 5           | 0          |
| M. Schroth     | 29         | 4          | 1           | 0          | 3                 | 0                 | 1                 | 0                 | 32       | 4      | 2           | 0          |
| R. Schäfer     | 34         | 0          | 4           | 0          | 2                 | 0                 | 0                 | 0                 | 36       | 0      | 4           | 0          |
| S. Slovák      | 1          | 0          | 0           | 0          | 1                 | 0                 | 0                 | 0                 | 2        | 0      | 0           | 0          |
| S. Szikal      | 1          | 0          | 0           | 0          | 0                 | 0                 | 0                 | 0                 | 1        | 0      | 0           | 0          |
| P. Tschauner   | 1          | 0          | 0           | 0          | 0                 | 0                 | 0                 | 0                 | 1        | 0      | 0           | 0          |
| R. Vittek      | 30         | 16         | 1           | 0          | 1                 | 0                 | 0                 | 0                 | 31       | 16     | 1           | 0          |
| M. Wagefeld    | 3          | 0          | 0           | 0          | 0                 | 0                 | 0                 | 0                 | 3        | 0      | 0           | 0          |
| A. Wolf        | 20         | 0          | 7           | 0          | 2                 | 0                 | 1                 | 0                 | 22       | 0      | 8           | 0          |
| S. Öztürk      | 2          | 0          | 1           | 0          | 0                 | 0                 | 0                 | 0                 | 2        | 0      | 1           | 0          |